# Funkcionálanalízis
A funkcionálanalízis a matematikai analízis olyan részterülete, amely elsősorban olyan vektortereket vizsgál, melyek el vannak látva egy határértékhez köthető struktúrával, mint például skaláris szorzattal, normával vagy topológiával. Történelmileg a funkcionálanalízis kiindulópontja a függvényterek és a rajtuk definiált transzformációk (mint például a Fourier-transzformáció) tulajdonságainak elemzése volt. Ebből kiindulva vetődtek fel olyan kérdések, hogy funkcionálok és függvényterek közötti operátorok számára hogyan lehet általánosítani olyan fogalmakat, mint a folytonosság vagy a derivált. A modern funkcionálanalízist bevezető irodalom általában a topológiával ellátott vektorterek, főleg végtelen dimenziós terek, vizsgálatával foglalkozó területnek írja le.
A funkcionál szó a variációszámításból ered, melynek jelentése olyan függvény, melynek a változója is egy függvény. Ez a koncepció először Vito Volterra olasz matematikus által lett bevezetve 1887-ben, de a funkcionál kifejezés elsőként Jacques Hadamard 1910-as könyvében jelent meg. A funkcionálanalízis területét ezt követően olyan matematikusok bővítették ki, mint Fréchet, Lévy, továbbá a Banach körül szerveződött Lwówi matematikai iskola tagjai. Ismert magyar és magyar származású kutatói közé tartozik Riesz Frigyes, Neumann János, Haar Alfréd és Szőkefalvi-Nagy Béla.
Az analízisben fellelhető fogalmak általánosítása mellett a funkcionálanalízis a lineáris algebra, a mértékelmélet és a valószínűségszámítás bizonyos eredményeit is próbálja kiterjeszteni, kifejezetten végtelen dimenziós terekre. A függvényterek közötti operátorok vizsgálata különös fontossággal bír például differenciálegyenletek megoldásakor.

## Topologikus vektorterek
Általánosságban, a funkcionálanalízis a topologikus vektorterek leírásával foglalkozik. Az egyik leggyakrabban alkalmazott feltétel, hogy a vektortér lokálisan konvex legyen, mely definiálható félnormák családjával. A lokálisan konvex topologikus vektortereknek egy jelentős alosztálya a Fréchet-terek osztálya. A funkcionálanalízis topologikus vektortereket illető fontosabb eredményei közé tartozik a Hahn–Banach-tétel, a Baire-tétel és a Banach–Steinhaus-tétel.

## Normált-terek
A lokálisan konvex topologikus vektorterek legfontosabb alosztálya, továbbá időrendben az első struktúra, melyet a funkcionálanalízis kezdett vizsgálni, az olyan normált vektorterek valós vagy komplex számtestek felett, melyek teljesek, tehát melyekben minden Cauchy-sorozat konvergens. Az ilyen tereket Banach tereknek hívjuk. A Banach-terek egy fontos alosztálya a Hilbert-terek osztálya, ahol a normát egy skaláris szorzat indukálja. A Hilbert-terek rendkívül fontosak a kvantummechanika matematikai leírásában, a gépi tanulásban, a parciális differenciálegyenletek és a Fourier-analízis területén.

### Hilbert-terek
Egy Hilbert-tér szerkezetét egyértelműen meghatározza a dimenziója: az ortonormált bázis minden számosságához tartozik egy olyan Hilbert tér, mely izomorfizmusig bezárólag egyedi. A véges dimenziós Hilbert-terek teljesen leírhatóak a lineáris algebra segítségével, míg például bármely végtelen dimenziós szeparálható Hilbert-tér izomorf az {\displaystyle \ell ^{\,2}(\aleph _{0})} sorozattérrel.
A funkcionálanalízis egyik fő nyílt kérdése annak a feltételezésnek a bizonyítása, hogy bármely szeparálható Hilbert-téren definiált korlátos lineáris operátornak van-e nem-triviális invariáns altere. A probléma megoldására 2023–24-ben több bizonyítás is megjelent.

### Általános Banach-terek
Általánosságban a Banach-terek összetettebbek, mint a Hilbert terek, és nem lehet őket ilyen egyszerű módon osztályozni. Ennek fő oka, hogy a Banach-terek nem feltétlen rendelkeznek ortonormált bázissal.
A Banach-terek ismertebb példái az {\displaystyle L^{p}}-terek bármely {\displaystyle p\geq 1} természetes számra. Adott {\displaystyle X} halmazon egy {\displaystyle \mu } mérték, akkor {\displaystyle L^{p}(\mu )} (vagy más jelöléssel {\displaystyle L^{p}(X,\mu )} vagy {\displaystyle L^{p}(X)}) vektorai olyan {\displaystyle f} mérhető függvények ekvivalenciaosztályai, melyekre teljesül
{\displaystyle \int _{X}\left|f(x)\right|^{p}\,d\mu (x)<\infty ,}
tehát {\displaystyle p}-edik hatványuk Lebesgue-integrálható. Amennyiben {\displaystyle \mu } egy számlálómérték, az integrál helyettesíthető összeggel, tehát
{\displaystyle \sum _{x\in X}\left|f(x)\right|^{p}<\infty .}
Ebben az esetben nem szükséges ekvivalenciaosztályokat vizsgálni, továbbá a teret {\displaystyle \ell ^{p}(X)}-ként jelöljük.
A Banach-terek vizsgálatában egy rendkívül fontos eszköz a duális tér, mely azon folytonos lineáris leképezések tere, melyek értelmezési tartománya a Banach-tér, értékkészlete pedig a számtest, ami felett a Banach-teret definiáltuk. Ezeket a leképezéseket hívjuk funkcionálnak. Egy Banach-tér kanonikusan beágyazható a biduális terébe, tehát a duális terének duális terébe. Viszont ez nem zárja ki annak lehetőségét, hogy a biduális térben legyen olyan vektor, melynek az eredeti Banach-térben nincs megfelelője. Ez a lehetőség akkor zárható ki, ha a Banach-tér reflexív, tehát ha a beágyazás szürjektív.
Banach-tereken definiált függvényekre általánosítható a derivált fogalma, melyet Fréchet-deriváltnak hívunk.

## Operátorok és Banach-algebrák

Egy kör alakú idealizált dobbőr rezgésének egy lehetséges módusa, melyet egy függvénytéren definiált lineáris operátor sajátvektorával le lehet írni.

A funkcionálanalízis hasonlóan fontos területe a topologikus vektortereken definiált folytonos lineáris operátorok vizsgálata. Míg a Banach-terek a véges dimenziós vektorterek általánosításaként szolgálnak, addig a rajtuk definiált folytonos lineáris operátorok a lineáris algebrában alkalmazott mátrixok fogalmát terjesztik ki. Egy mátrix diagonalizálása, tehát felbontása sajátvektorainak és sajátértékeinek segítségével a funkcionálanalízisben a spektrális tétel alkalmazásaként jelenik meg Hilbert-tereken definiált önadjungált operátorokon. Ez az általánosítás rendkívül fontos a kvantummechanika matematikai leírásában, ugyanis az operátorok megfigyelhető mennyiségeknek, a spektrális felbontásukban megjelenő sajátvektorok pedig a rendszer kvantumállapotainak felelnek meg.
Mivel az operátorok tere vektorteret alkot, a kompozíciójuk pedig szintén egy operátor, így az operátorok egy asszociatív algebrát alkotnak. Az operátorok tere teljes az operátornormára tekintve, így Banach-tér. Mivel az operátornormára és az operátorkompozícióra teljesül a háromszög-egyenlőtlenség, tehát bármely {\displaystyle A} és {\displaystyle B} operátorra teljesül {\displaystyle \|A\circ B\|\leq \|A\|\cdot \|B\|}, így az operátorok Banach-algebrát alkotnak. A Banach-algebrák egy fontos alosztálya a C*-algebrák osztálya, mely további struktúrával van ellátva.
A Haar-mérték szerint integrálható függvények terét egy {\displaystyle G} lokálisan kompakt csoporton {\displaystyle L^{1}(G)}-vel jelöljük, amely a konvolúció műveletével együtt Banach-algebrát alkot. Ez az algebra az alapja a harmonikus analízis kiterjesztésének a lokálisan kompakt csoportok elméletére. Ebben a megközelítésben a Fourier-transzformáció a Banach-algebraelméletben vizsgált Gelfand-transzformáció speciális esete.

## Legfontosabb eredményei
A funkcionálanalízissel foglalkozó szakirodalom általában három tételt nevez meg a terület alappilléreinek: a Banach–Steinhaus-tételt, a Banach-féle nyílt leképezés tételt és a Hahn–Banach-tételt. Bizonyos szerzők a zárt gráftételt is a fundamentális tételek közé sorolják.

### Banach–Steinhaus-tétel
A Banach–Steinhaus-tétel, vagy másképp az egyenletes korlátosság tétele kimondja, hogy egy folytonos és lineáris (tehát korlátos) operátorcsalád számára, melynek értelmezési tartománya egy Banach-tér, a pontonkénti korlátosság ekvivalens az egyenletes korlátossággal az operátornormában. A tételt először Banach és Steinhaus publikálta 1927-ben, viszont tőlük függetlenül Hans Hahn is bizonyította. A tétel pontos megfogalmazása a következő:
Legyen {\displaystyle X} egy Banach-tér és {\displaystyle Y} egy normált tér, {\displaystyle F} egy korlátos operátorcsalád {\displaystyle X} és {\displaystyle Y} között. Ha minden {\displaystyle x\in X}-re teljesül
{\displaystyle \sup _{T\in F}\|T(x)\|_{Y}<\infty },
akkor
{\displaystyle \sup _{T\in F}\|T\|_{B(X,Y)}<\infty }.

### Hahn–Banach-tétel
A Hahn–Banach-tétel a funkcionálanalízis egyik fő eszközének tekinthető, ugyanis azokat a feltételeket sorolja fel, melyek teljesülésével egy vektortér valamilyen lineáris alterén értelmezett korlátos lineáris funkcionált lehetséges az egész vektortérre kiterjeszteni. A tétel a következő:
Legyen {\displaystyle V} egy valós vektortér, {\displaystyle U\subseteq V} pedig egy lineáris altér. Ha {\displaystyle p:V\to \mathbb {R} } egy szublineáris függvény és {\displaystyle \varphi :U\to R} egy lineáris funkcionál, melyre teljesül {\displaystyle \varphi (x)\leq p(x)} minden {\displaystyle x\in U}-ra, akkor létezik egy olyan {\displaystyle \Phi :V\to \mathbb {R} } lineáris funkcionál, mely {\displaystyle \varphi } kiterjesztése {\displaystyle V} egészére (tehát {\displaystyle \Phi (x)=\varphi (x)\quad \forall x\in U}) úgy, hogy közben minden {\displaystyle x\in V}-re teljesül {\displaystyle \Phi (x)\leq p(x)}.
A tétel fontos következménye, hogy bármely (akár végtelen-dimenziós) normált vektortéren létezik nem-triviális folytonos funkcionál, mely lehetővé teszi tetszőleges normált terek duális terének vizsgálatát.

### Nyílt leképezés tétel
A nyílt leképezés tétel, vagy más néven a Banach–Schauder-tétel kimondja, hogy ha egy Banach-terek közötti folytonos lineáris operátor szürjektív, akkor egy nyílt leképezés. Nyílt leképezésnek olyan leképezést hívunk topologikus terek között, ha az értelmezési tartományának minden nyílt részhalmazának képe is nyílt.
A tétel pontos megfogalmazása a következő: ha {\displaystyle X} és {\displaystyle Y} Banach-tér, {\displaystyle T:X\to Y} pedig egy szürjektív folytonos lineáris operátor, akkor {\displaystyle T} egy nyílt leképezés.
Amennyiben {\displaystyle X} és {\displaystyle Y} tetszőleges normált terek, a tétel nem teljesül általánosságban, viszont Fréchet-terekre igen.
A tétel bizonyításának alapja a Baire-féle kategóriatétel, mely kimondja, hogy egy teljes (pszeudo)metrikus térben megszámlálhatóan sok sűrű nyílt halmaz metszete is sűrű.

### Zárt gráf tétel
Egy {\displaystyle f:X\to Y} függvény grafikonja (vagy gráfja) a {\displaystyle {\mathcal {G}}(f)=\{(x,f(x))|x\in X\}} halmaz. Legyenek {\displaystyle X} és {\displaystyle Y} metrikus terek. Az {\displaystyle f:X\to Y} függvényt akkor nevezzük zárt leképezésnek, ha {\displaystyle {\mathcal {G}}(f)} zárt részhalmaza {\displaystyle X\times Y}-nak. A zárt gráf tétel kimondja, hogy ha {\displaystyle X} és {\displaystyle Y} Banach-terek és {\displaystyle f:X\to Y} egy zárt lineáris operátor, akkor {\displaystyle f} folytonos.
A tételnek létezik egy topológiában gyakrabban alkalmazott verziója is: legyen {\displaystyle X} egy topologikus tér, {\displaystyle Y} pedig egy kompakt Hausdorff-tér. Az {\displaystyle f:X\to Y} függvény akkor és csak akkor zárt, ha folytonos.

## Alkalmazása parciális differenciálegyenletek megoldásában
A funkcionálanalízis fontos alapot ad bizonyos parciális differenciálegyenletek megoldásához. Ezek az egyenletek gyakran írhatóak a {\displaystyle Du=f} formába, ahol {\displaystyle u} a keresett függvény, {\displaystyle f} egy ismert függvény egy {\displaystyle \Omega \subseteq \mathbb {R} ^{n}} halmazon, {\displaystyle D} pedig egy differenciáloperátor. Az egyenlethez tartoznak peremfeltételek is, mely leírja az {\displaystyle u} függvényt a vizsgált értelmezési tartomány peremén, azaz a {\displaystyle \partial \Omega } halmazon. A peremfeltétel fizikai értelemben megfelelhet mondjuk egy húr két kifeszített végének vagy egy dobbőr peremének, ahol a rezgések mértéke elhanyagolhatóan kicsi. Differenciáloperátor például a Laplace-operátor, amely megjelenik többek között a hullámegyenletben vagy a hővezetési egyenletben.
A differenciáloperátor tekinthető egy differenciálható függvények tere közötti operátornak, például a Laplace-operátor a kétszer folytonosan differenciálható függvények terén értelmezett, értékkészlete pedig az {\displaystyle \Omega }-n értelmezett folytonos függvények tere. Egy általánosabb differenciálhatóság-fogalomra áttérve (például disztribúciókat vagy a gyenge derivált fogalmát alkalmazva) a differenciáloperátort értelmezhetjük Szoboljev-terek közötti operátorként. Ilyen operátorok számára fontos esetekben léteznek tételek, melyek a hozzájuk tartozó parciális differenciálegyenletek megoldásainak létezését és egyediségét bizonyítja. A funkcionálanalízis módszereivel olyan kérdéseket is lehetséges vizsgálni, hogy a megoldás hogyan függ az egyenletben található {\displaystyle f} függvénytől. Ilyen például a regularitás kérdése, mely azt vizsgálja, hogy {\displaystyle f} simasági tulajdonságai milyen hatással vannak {\displaystyle u} simasági tulajdonságaira. Az ilyen jellegű problémák is általánosíthatóak a disztribúciók terére. Például, ha {\displaystyle f} a delta-disztribúcióval egyenlő, és az egyenlet megoldása (ezt fundamentális megoldásnak hívják) ismert, akkor konvolúció segítségével számos más {\displaystyle f} függvényre is levezethető a megoldás.
Ha egy differenciálegyenlet megoldása nem adható meg zárt formában, akkor hasznos numerikus módszerekkel közelítő megoldásokat keresni, például a végeselemes módszer segítségével. A funkcionálanalízis bizonyos módszerei (például a Galjorkin-módszer) alapvető szerepet játszanak a közelítő megoldások konstrukciójában és a közelítés minőségének meghatározásában.

## Kapcsolata a matematika alapjaihoz
A funkcionálanalízisben vizsgált legtöbb tér végtelen dimenziós. Ahhoz, hogy ilyen tereken definiáljunk egy bázist, gyakran szükséges a Zorn-lemma, mely segítségével lehetséges végtelen dimenziós vektortereket Hamel-bázissal ellátni. Alternatívaként szolgál a Schauder-bázis, amely a funkcionálanalízisben gyakrabban alkalmazott. A Hahn–Banach-tétel bizonyításához általában a kiválasztási axióma használatos, bár elegendő hozzá a gyengébb Boole-féle prímideál tétel. A Baire-féle kategóriatételhez, mely a funkcionálanalízis több tételének bizonyításához szükséges, szintén szükséges a kiválasztási axióma.

## Fordítás
- Ez a szócikk részben vagy egészben  a   Functional analysis című angol Wikipédia-szócikk fordításán alapul.  Az eredeti cikk szerkesztőit annak laptörténete sorolja fel. Ez a jelzés csupán a megfogalmazás eredetét és a szerzői jogokat jelzi, nem szolgál a cikkben szereplő információk forrásmegjelöléseként.
- Ez a szócikk részben vagy egészben  a   Funktinalanalysis című német Wikipédia-szócikk fordításán alapul.  Az eredeti cikk szerkesztőit annak laptörténete sorolja fel. Ez a jelzés csupán a megfogalmazás eredetét és a szerzői jogokat jelzi, nem szolgál a cikkben szereplő információk forrásmegjelöléseként.

## További információ
- Riesz Frigyes, Szőkefalvi-Nagy Béla: Funkcionálanalízis, Tankönyvkiadó, Budapest, 1988, ISBN 963-18-1298-7
- Máté László: Funkcionálanalízis műszakiaknak, Műszaki Könyvkiadó, Budapest, 1976, ISBN 963-10-1173-9
- Functional analysis az Encyclopedia of Mathematics oldalon angol nyelven (2001)
- Funkcionálanalízis témájú előadássorozat a University of Colorado, Colorado Springs egyetemen, Greg Morrow előadásában